# Christus mit gekreuzten Armen
Christus mit gekreuzten Armen ist ein Ölgemälde eines unbekannten niederländischen Malers, das bis in die 1960er Jahre Rembrandt van Rijn zugeschrieben wurde. Das Werk ist als Hochformat auf Leinwand ausgeführt und wurde um 1659 gemalt. Der Eigentümer, The Hyde Collection in Glens Falls, Warren County, New York, bezeichnet das Gemälde bis heute als ein Original von der Hand Rembrandts.

## Beschreibung
Das Gemälde zeigt die lebensgroße Halbfigur eines jungen Mannes mit vor dem Oberkörper gekreuzten Armen, der linke Arm über den rechten gelegt. Der Mann ist von halblinks gemalt und blickt dem Betrachter mit leicht geneigtem Kopf entgegen. Er ist barhäuptig und seine in der Mitte gescheitelten dunkelbraunen Haare fallen in Wellen bis über die Schultern herab, er trägt einen lichten Vollbart. Die Figur ist in ein schmutzigrotes Gewand gekleidet und hat einen dunklen Umhang über die linke Schulter geworfen. Das Gesicht der Figur ist durch von oben einfallendes Licht erhellt. Die Brust und die sichtbare Hand werden durch indirektes Licht gegenüber dem dunklen, amorphen Hintergrund in verschiedenen Schattierungen hervorgehoben.
Das Gemälde ist weder signiert noch datiert. Es hat das Format 109,2 × 90,2 cm und ist mit Ölfarbe auf Leinwand gemalt.

## Rezeption

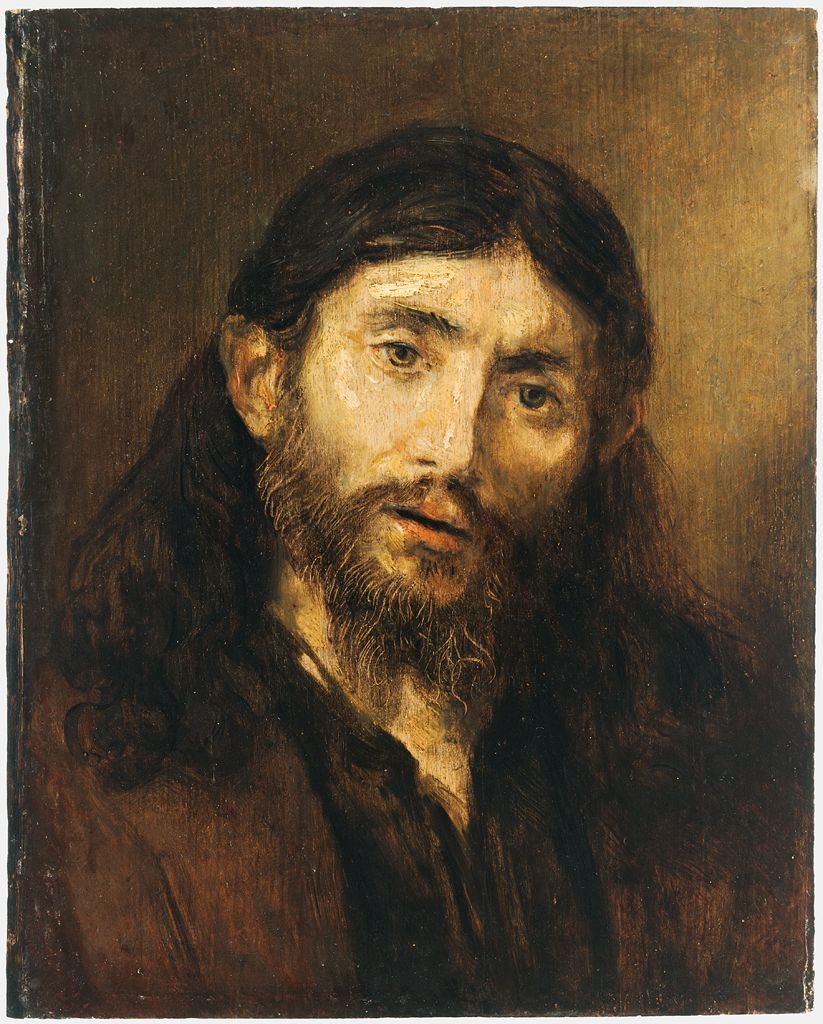
Werkstatt Rembrandts: Christusbild, um 1656, Öl auf Holz, 25,5 × 20,4 cm, Fogg Art Museum, Cambridge, MA

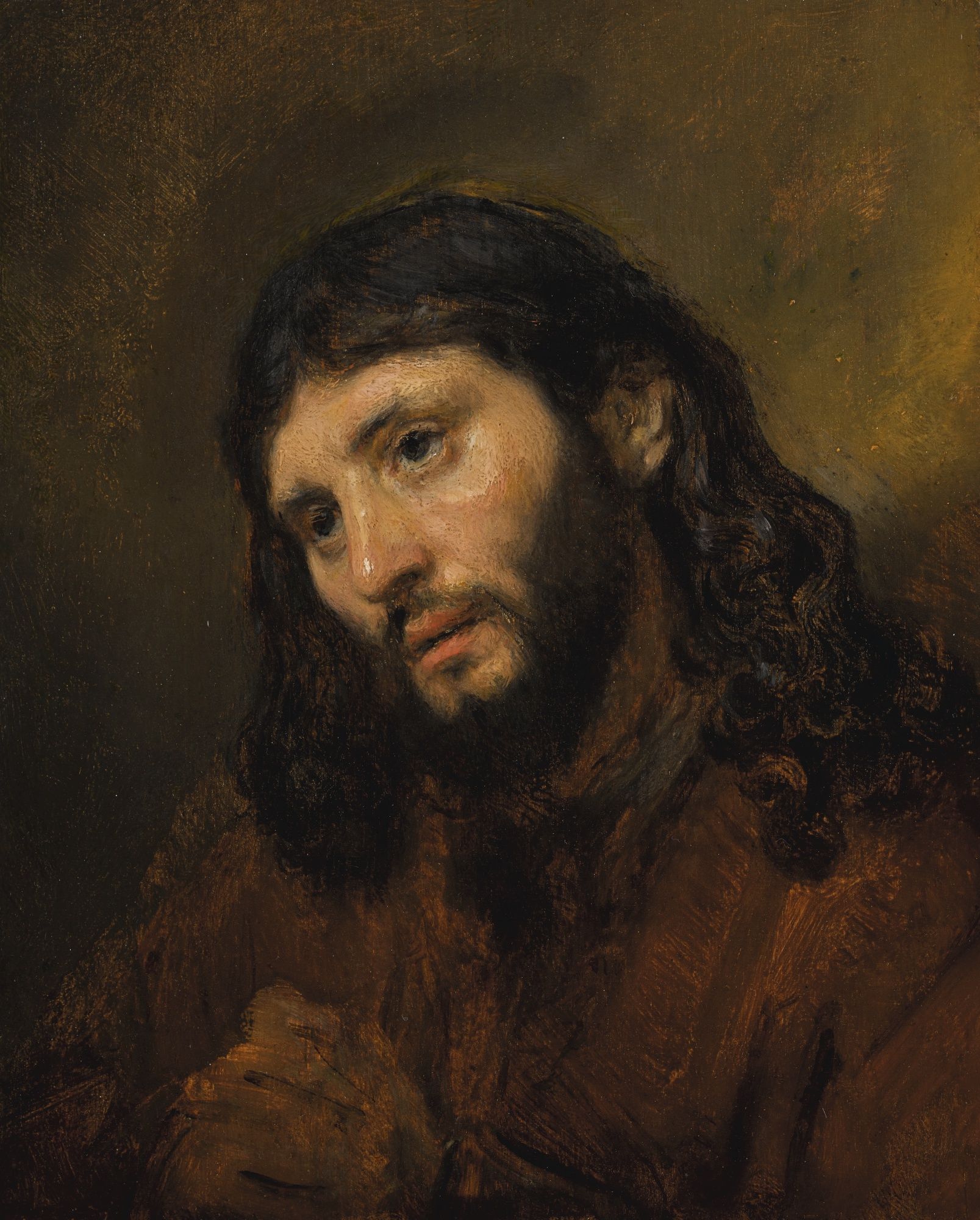
Rembrandt oder ein Schüler: Ölstudie Christi, um 1648, Öl auf Eichenholz, 25,5 × 20,1 cm, Louvre Abu Dhabi

Das Christus-Porträt ist seit dem frühen 18. Jahrhundert bekannt und galt bis in die zweite Hälfte des 20. Jahrhunderts unbestritten als ein authentisches Werk Rembrandts. 1883 wurde es von Wilhelm Bode mit der Nummer 352 in seine Liste der Werke Rembrandts aufgenommen. In seinem 1900 veröffentlichten Werkverzeichnis ist das Bild im sechsten Band mit der Nummer 415 enthalten. Dem folgte auch Cornelis Hofstede de Groot, der das Gemälde mit der Nummer 162 aufführte. 1935 wurde es von dem Kunsthistoriker Abraham Bredius mit der Nummer 628 in sein Werkverzeichnis der Gemälde Rembrandts aufgenommen. Kurt Bauch führte das Gemälde 1966 mit der Nummer 229 auf. Horst Gerson nahm das Bild 1968 in seinen eigenen Katalog mit der Nummer 368 auf und übernahm die Nummer 628 in seiner 1969 erschienenen Bearbeitung der Neuauflage von Bredius’ Verzeichnis.
1956 nannte der österreichische Kunsthistoriker Otto Benesch den Christus mit gekreuzten Armen das „monumentalste Gemälde seiner Art“, bezogen auf die weltlichen und religiösen Porträts in Rembrandts Spätwerk. Im selben Jahr bezeichnete Wilhelm Reinhold Valentiner es als „zentrale Figur“ einer angenommenen Serie von vier Evangelistenporträts, zu denen er den Apostel Matthäus mit dem Engel im Louvre zählte. Mittlerweile ist sicher, dass der Matthäus Teil eines Zyklus von sechs Apostelporträts ist.
Der US-amerikanische Kunsthistoriker Seymour Slive veröffentlichte 1965 einen Aufsatz über einen kleinformatigen Christuskopf, der sich seit dem Vorjahr im Fogg Art Museum in Cambridge, Massachusetts befand. Das war das siebte in einer Reihe seinerzeit sämtlich Rembrandt zugeschriebenen Christusporträts, die nach der Auffassung Slives und vieler seiner Kollegen eine einheitliche Gruppe bildeten. Für all diese Porträts diente derselbe junge Mann, nach damaliger Auffassung ein Jude aus Rembrandts Nachbarschaft, als Modell. Eines dieser Tronies, das sich heute im Louvre Abu Dhabi befindet, setzte Slive zu dem Christus mit gekreuzten Armen in Beziehung. Slive sah in Physiognomie und Haltung des Modells eine deutliche Gemeinsamkeit beider Bilder und spekulierte, dass Rembrandt die Halbfigur zunächst als größere Version des Schulterstücks geplant habe, und, getrieben von seiner unglaublichen Schöpfungskraft, einen ganz neuen Aspekt der Persönlichkeit Christi abgebildet habe. Rembrandt sei praktisch nicht dazu in der Lage gewesen, sich selbst zu kopieren, ohne etwas neues zu schaffen. Von den sieben Kopfbildern werden aktuell nur zwei, in der Berliner Gemäldegalerie und im Louvre Abu Dhabi, als Werke Rembrandts oder eines seiner Schüler akzeptiert. Der Kunsthistoriker David de Witt, Kurator für europäische Kunst des Agnes Etherington Art Centre, in Kingston, Ontario, Kanada, hielt von den Kopfbildern ebenfalls zwei für authentisch, das in der Berliner Gemäldegalerie und eines im Philadelphia Museum of Art. Er ist der Auffassung, dass es sich bei den beiden kleinen Kopfbildern um Ölskizzen handelt, die Rembrandt in Vorbereitung des großen Christus mit gekreuzten Armen anfertigte. Horst Gerson nannte das Gemälde noch 1969 eine schöne Interpretation des idealen Christusbilds.
Der Rembrandt-Kenner Gary Schwartz veröffentlichte 1988 einen kritischen Aufsatz zur Zu- und Abschreibungspraxis des Rembrandt Research Project, in dem er Einzelheiten zum Christus mit gekreuzten Armen nannte. Kurz zuvor konnte Schwartz Fotografien einer 1958 durchgeführten Restaurierung des Gemäldes erhalten. Das Bildmaterial offenbarte, dass irgendwann der Mittelteil der Leinwand herausgeschnitten und ersetzt worden ist. Das Gemälde ist also zu einem wesentlichen Teil nicht das Werk Rembrandts, sondern das Werk eines Restaurateurs. Zudem befindet sich die Oberfläche des Gemäldes in einem derart schlechten Zustand, dass von der ursprünglichen Wirkung wenig zu erkennen ist. In den Werkverzeichnissen Rembrandts von Christian Tümpel (Rembrandt. Mythos und Methode, 1986), des Rembrandt Research Project (A Corpus of Rembrandt Paintings, 1982–2015) und Volker Manuths (Rembrandt. Sämtliche Gemälde, 2019) wird der Christus mit gekreuzten Armen nicht mehr erwähnt.

## Provenienz

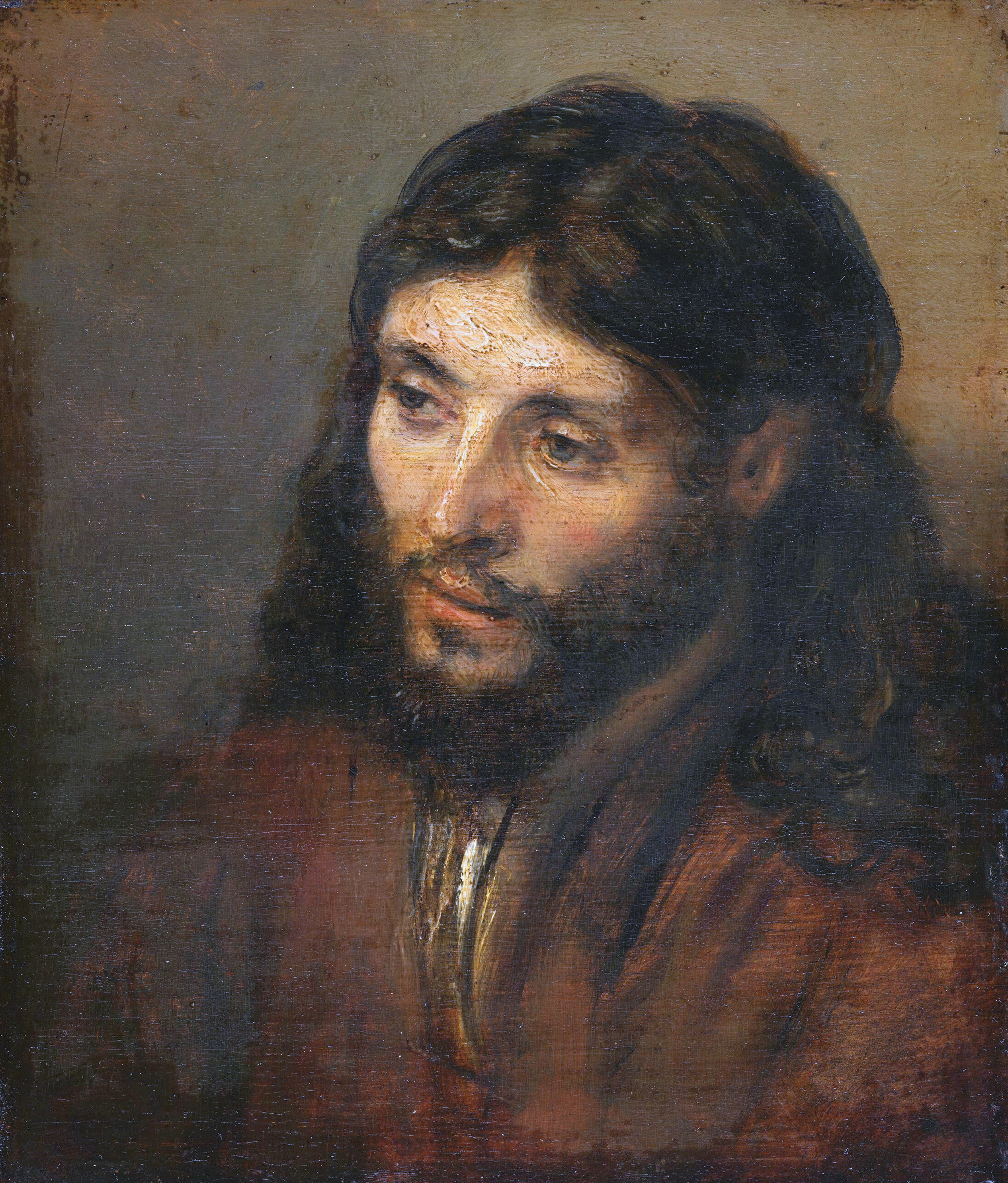
Rembrandt oder ein Schüler: Ein Christus nach dem Leben, um 1648, Öl auf Eichenholz, 25 × 21,5 cm, Gemäldegalerie, Berlin

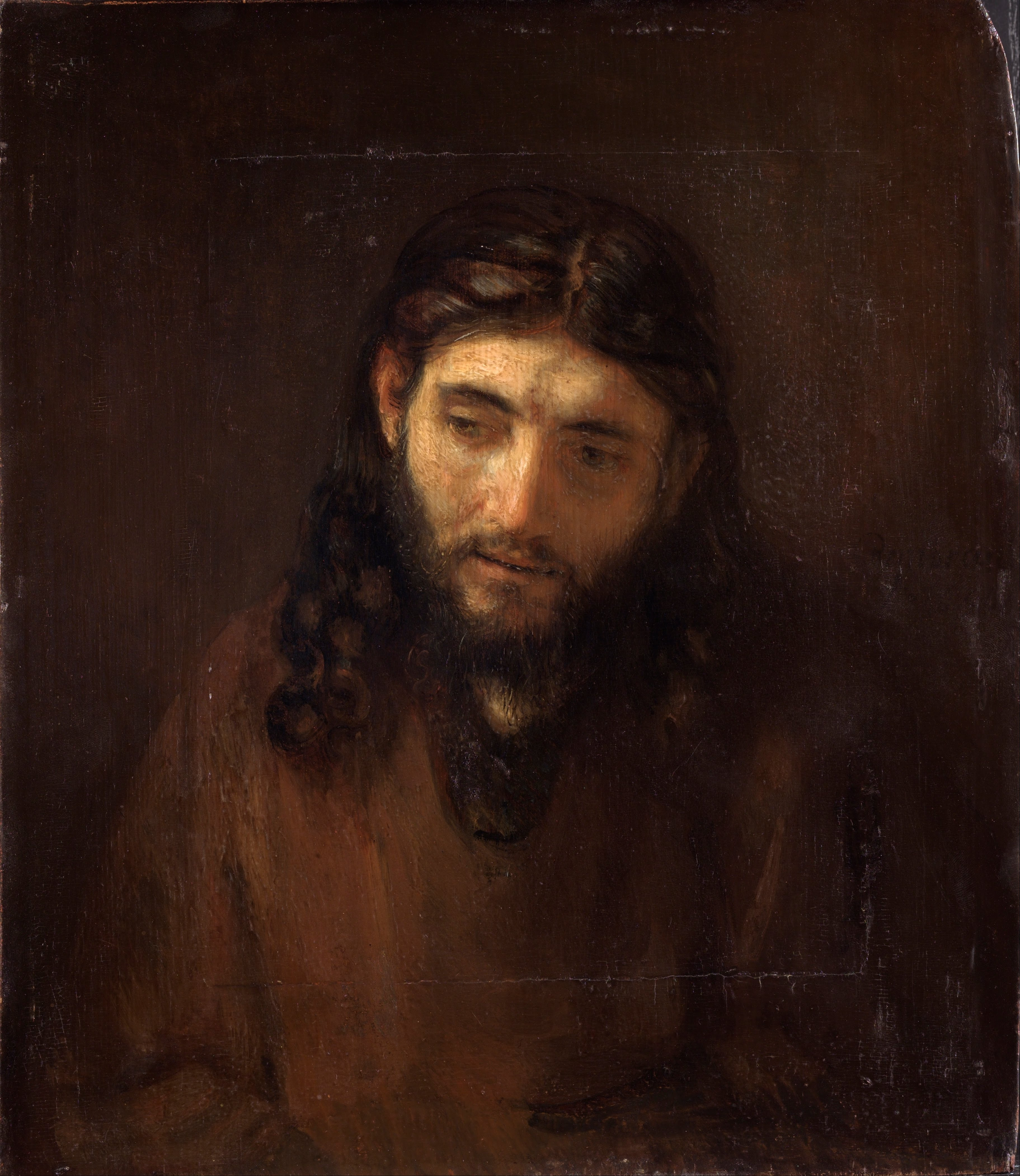
Werkstatt Rembrandts: Christuskopf, zwischen 1648 und 1656, Öl auf Eichenholz, 35,8 × 31,2 cm, Philadelphia Museum of Art

Das Gemälde befand sich im frühen 19. Jahrhundert in der Sammlung des französischen Kardinals Joseph Fesch, einem Halbonkel Napoleon Bonapartes. Fesch hat über mehr als 40 Jahre eine Sammlung mit angeblich mehr als 20.000 Gemälden aufgebaut. Am 17. März 1845 wurde es im Palais Ricci in Rom versteigert, anschließend befand es sich im Besitz eines M. de Forcade in Paris. Der nächste Besitzer war der österreichisch-französische Kunsthändler und Sammler Charles Sedelmeyer, ebenfalls in Paris, der das Gemälde am 2. April 1873 erwarb. Nur Hofstede de Groot nannte als folgenden Besitzer einen Herrn Bamberger in Paris, das kann aber eine Verwechslung mit einem der vielen anderen seinerzeit Rembrandt zugeschriebenen Christusporträts gewesen sein. Bereits 1883 gab Wilhelm Bode als Besitzer des Gemäldes den russischen Grafen Orloff-Davidoff in Sankt Petersburg an. Die Angabe in den um 1900 veröffentlichten Werkverzeichnissen von Adolf Rosenberg und Wilhelm Reinhold Valentiner, das Bild sei im Besitz des Pariser Sammlers Rodolphe Kann gewesen, beruht auf einem Irrtum der Verfasser.
Nach der Oktoberrevolution fiel das Gemälde an den sowjetischen Staat. 1927 befand es sich im Puschkin-Museum in Moskau. Wie viele Kunstwerke im Besitz der Sowjetunion wurde auch der Christus mit verschränkten Armen zur Devisenbeschaffung in das Ausland veräußert. Er wurde 1933 von der Berliner Galerie van Diemen & Co. an den US-amerikanischen Papierindustriellen Louis Hyde verkauft. Hyde starb im folgenden Jahr und seine Witwe Charlotte baute die Kunstsammlung des Paares bis zu ihrem Tod im Jahr 1963 auf den dreifachen Umfang aus. Bereits 1952 brachte sie die Kunstsammlung in ein Endowment ein. Drei Monate nach Charlotte Hydes Tod wurde ihr Wohnhaus mit der Kunstsammlung als The Hyde Collection der Öffentlichkeit vorgestellt.

## Ausstellungen (chronologische Auswahl)
- Wien, Österreichisches Museum für Kunst und Industrie. Ausstellung der Sammlung Sedelmeyer, 1873
- Paris, Palais du Corps Législatif, 1874